# أدريان ساغر
أدريان ساغر هو لاعب كرة قدم سويسري في مركز الدفاع، ولد في 17 مارس 1987 في سويسرا. لعب مع نادي لوزيرن.